# Michaił Czlenow
Michaił Anatoljewicz Czlenow (ros. Михаил Анатольевич Членов; ur. 26 września 1940 w Moskwie, zm. 7 sierpnia 2024) – rosyjski etnograf i orientalista. Kandydat nauk historycznych, profesor. Zajmuje się etnografią ludów północnej Rosji oraz kulturą żydowską i językiem hebrajskim.
W 1963 roku wyjechał do Indonezji. Przez dwa lata prowadził badania etnograficzne we wschodniej części kraju. W 1965 roku ukończył studia orientalistyczne na Moskiewskim Uniwersytecie Państwowym. W 1969 roku poświęcił się badaniom etnograficznym. Badał procesy etnosocjalne u ludów zamieszkujących północne tereny RFSRR. Brał udział w ponad 20 wyprawach terenowych do regionów rosyjskiej Arktyki, Azji Środkowej i Zakaukazia.
Jego dorobek obejmuje dwie monografie oraz ok. 150 publikacji naukowych z zakresu etnografii, lingwistyki, socjologii i pokrewnych dyscyplin.

## Wybrana twórczość
- Nasielenije Mołukkskich ostrowow (1976)
- «Kitowaja ałleja». Driewnosti ostrowow proliwa Sieniawina (współautorstwo, 1982)
- North Halmahera languages: a problem of internal classification (1986)
- The end of “Eskimo land”: Yupik relocation in Chukotka, 1958–1959 (współautorstwo, 2007)
- Osnowy rieligioznych kultur i swietskoj etiki. Osnowy iudiejskoj kultury (współautorstwo)
- Karmannaja jewriejskaja encykłopiedija